# Eria biflora
Eria biflora är en orkidéart som beskrevs av William Griffiths. Eria biflora ingår i släktet Eria och familjen orkidéer. Inga underarter finns listade i Catalogue of Life.